# Ринко Голубовић
Ринко Голубовић (Бањалука, 1950) јесте југословенски и босанскохерцеговачки радиотелевизијски спикер, водитељ, новинар и уредник.

## Биографија
Ринко Рино Голубовић је рођен у Бањалуци 1950. године. Отац му је био родом из Бугојна. Рођен је у згради која је данас сједиште бањалучке градске управе, јер је његова мајка, рођена Сарајка, након завршене гимназије премјештена на рад у Бањалуку. Живјели су у поткровљу општине, а потом су, почетком шездесетих, добили стан у насељу Обилићево (тадашњи Мејдан), у близини Зеленог моста. Мајка му је била општинска службеница, а отац му је био директор бањалучког предузећа Јелшинград. Имао је и брата. Као дијете, Ринко је побјеђивао на квизовима које је организовао тадашњи Радио Загреб. Прва два разреда ишао је у Основну школу „Змај Јова Јовановић”. Завршио је Основну школу „Касим Хаџић” на Обилићеву. Као дјечак од 12-13 година, глумио је у бањалучком Народном позоришту у представи Lucy Crown Ирвина Шоа, у режији Страхиње Петровића, скупа са Фрањом Мајетићем и Жижом Мажар.
Након завршене средње архитектонске школе, уписао је архитектуру у Сарајеву и у међувремену, међу 600 кандидата, био је примљен на Радио Сарајеву као спикер. Потом је провео двије године на Факултету политичких наука, као и годину дана на Филозофском факултету. На Природно-математичком факултету у Сарајеву, дипломирао је географију 1980. године, на тему Географско-привредне карактеристике Лијевча Поља, и добио звање дипломираног географа. Цио радни вијек је провео у новинарству. Новинарским и спикерским посалом почео је да се бави 1969. године на Радио Сарајеву, а наставио је 1973. године на Телевизији Сарајево. Од 1974. године бави се новинарством у разним радио и телевизијским пројектима као новинар, сарадник и водитељ. Окушао се у свим подручјима новинарства. Био је спикер, водитељ и уредник у различитим емисијама, од информативног до ревијалног карактера. Био је водитељ сарајевског квиза Пут у средиште знања (средином 1980-их), емисије Знање имање (током 1970-их), те музичких фестивала Мали шлагер и Велики шлагер. Године 1980, на Телевизији Сарајево, смрт Јосипа Броза објавио је Ринко Голубовић.
Прве три године грађанског рата у БиХ Ринко је новинар на терену и у студију. Године 1995. уредник је информативног програма за избјеглице Радио Брод (Droit de parole), са сједиштем у Барију и Паризу. Пут га потом води у Ванкувер (у Канаду), гдје је живио од 1996. до 2001. године и гдје је 1998. године успоставио програм Радија Алфа за људе с простора бивше Југославије који су тамо нашли уточиште. Од 2001. ради у Радију Слободна Европа. Голубовић се враћа у Сарајево у редакцију Радија Слободна Европа, као новинар и уредник. Уз остало, уређује и води Отворени парламент – сарадња РСЕ, БХТ1 и ОЕБС-а. Једно вријеме је запослен на ТВСА (Телевизији Кантона Сарајево), одакле је пензионисан 2015. године, када је напунио 65 година старости. Након пензије наставља радити хонорарно. Такође, као предавач, држи курсеве и радионице из области говорништва.
Радио је за многе медијске куће, а остаће упамћен по бројним успјешним пројектима (информативне емисије, колажне емисије, документарна остварења, економско-пропшагандни програм) које је обиљежио својим упечатљивим гласом. Јавност у бившој Југославији памтиће га, уз Душка Ољачу и Мидхата Паравлића, као једног од најбољих спикера Телевизије Сарајево.

### Приватни живот
Ожењен је и има потомство. Син му живи на Карибима. Родитељи Ринка Голубовића су током рата отишли у Ријеку, а након рата вратили су се у Бањалуку, гдје су и умрли.
Прије рата имао је агенцију за истраживање политичког мњења, прву у БиХ, а другу у СФРЈ, коју је основао 1988. године. Вјенчани је кум Зорана Капетановића.
У слободно вријеме Ринко је волио играти шах, па је тако забиљежено да је једном приликом побиједио чувеног југословенског шаховског мајстора Димитрија Бјелицу.
Живи у Пофалићима, у Сарајеву. Био је члан је Демократске фронте Жељка Комшића. Изјашњава се као Босанац.